# مرز عراق و کویت
مرز عراق و کویت ۲۵۴ کیلومتر (۱۵۸ مایل) طول دارد و از یک نقطه مرزی سه‌گانه با عربستان سعودی در غرب تا ساحل خلیج فارس در شرق امتداد دارد.

## شرح
این مرز از غرب در نقطه تلاقی سه کشور کویت و عربستان عراق در وادی الباطن شروع می‌شود و این وادی را به سمت شمال شرق دنبال می‌کند. سپس مرز به سمت شرق می‌چرخد و خط مستقیمی را برای ۳۲ دنبال می‌کند تا اینکه به شکل خط مستقیم دیگری به طول ۲۶ کیلومتر به سمت جنوب شرق منحرف می‌شود. این مرز در پیوندگاه خور عبدالله و خور صبیه در مقابل جزیره حاج به ساحل رسیده و پایان می‌یابد.

## پیشینه
از نظر تاریخی هیچ مرز مشخصی در این بخش از شبه جزیره عربستان وجود نداشت. در آغاز قرن بیستم، امپراتوری عثمانی بر عراق کنونی سلطه داشت و بریتانیا به عنوان قَیّم، کویت را در کنترل خود داشت. بریتانیا و امپراتوری عثمانی قلمرو نفوذ خود را از طریق خطوط موسوم به «آبی» و «بنفش» در سال‌های ۱۹۱۳–۱۹۱۴ تقسیم کردند که به موجب آن عثمانی‌ها ادعاهای بریتانیا بر کویت را که از بین‌النهرین عثمانی در امتداد «خط سبز» وادی الباطن تقسیم شده بود، به رسمیت شناختند. (نقشه را در سمت چپ ببینید).

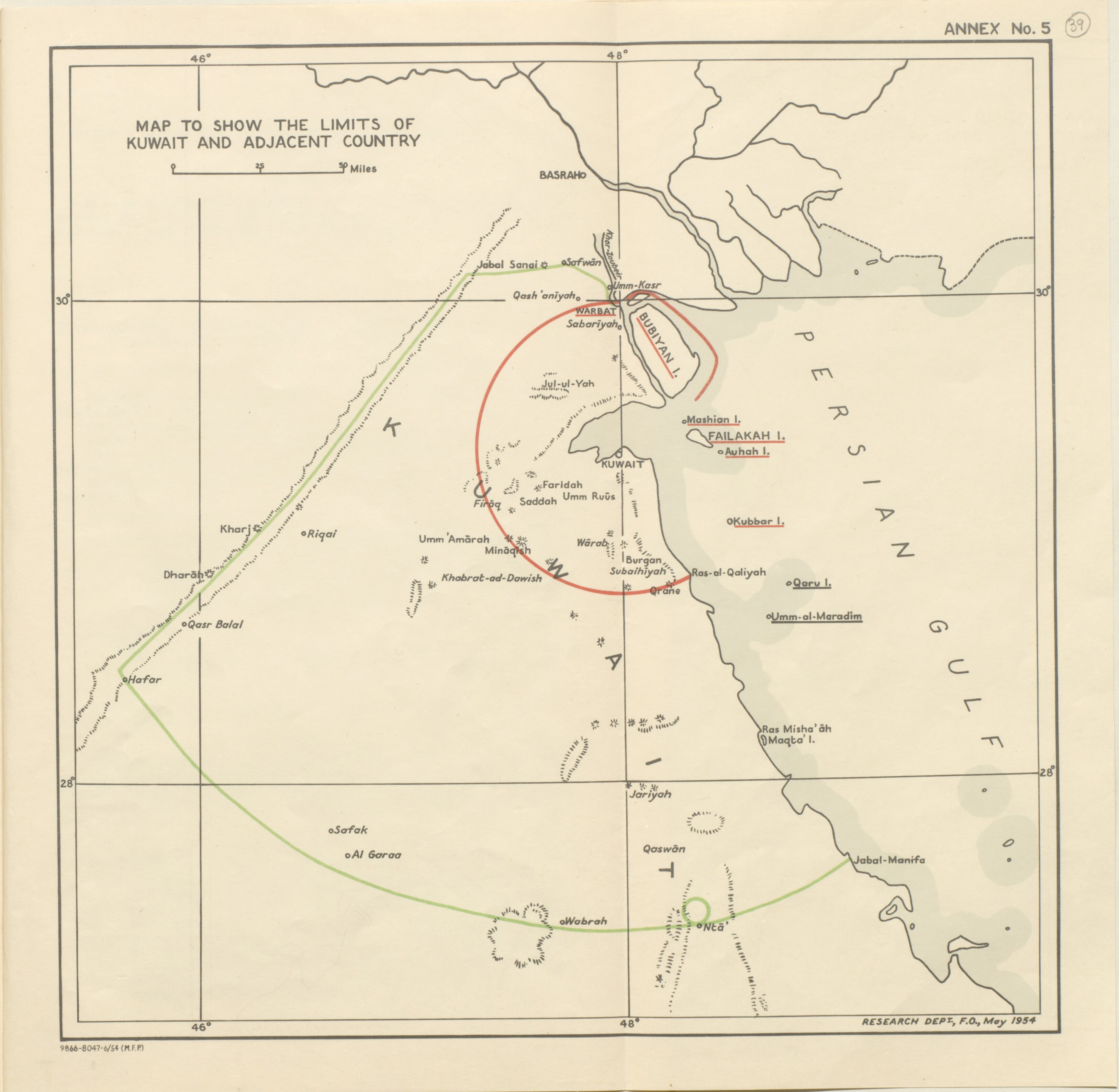
خطوط قرمز و سبز مرزی بر اساس پیمان انگلیس و عثمانی ۱۹۱۳

در جریان جنگ جهانی اول، شورش اعراب با حمایت بریتانیا موفق شد عثمانی‌ها را از اکثر مناطق خاورمیانه بیرون کند. در نتیجه قرارداد مخفی سایکس-پیکو که در سال ۱۹۱۶ بین انگلیس و فرانسه امضا شد، بریتانیا کنترل ولایت‌های عثمانی موصل، بغداد و بصره را به دست آورد. انگلیس در سال ۱۹۲۰ این سه ولایت را در چارچوب جدیدی به نام عراق تحت قیمومت بریتانیا قرار داد. در سال ۱۹۳۲، سالی که پادشاهی عراق استقلال یافت، بریتانیا تأیید کرد که مرز بین عراق و کویت در امتداد وادی الباطن خواهد بود و همچنین تأیید کرد که جزایر بوبیان و وربه متعلقبه کویت هستند. اما موقعیت دقیق خط مستقیم شمالی در بخش‌های نزدیک سَفوان مبهم باقی ماند.
کویت در سال ۱۹۶۱ استقلال خود را به دست آورد، اگرچه عراق این منطقه را بخشی از عراق می‌دانست و از به رسمیت شناختن آن خودداری می‌کرد، اما بعداً پس از نمایش قدرت توسط بریتانیا و اتحادیه عرب در حمایت از کویت، از این ادعای خود عقب‌نشینی کرد. پیمان دوستی در سال ۱۹۶۳ امضا شد که به موجب آن عراق مرز ۱۹۳۲ را به رسمیت شناخت با وجود این، در طول دهه بعد، عراق اغلب بر سر موضوع دسترسی به دریا و ادعای سنتی خود بر کویت ایجاد مناقشه می‌کرد، به ویژه در سال ۱۹۷۳ با درگیری مرزی سامیتا در سال ۱۹۷۳.
در سال ۱۹۹۰ عراق به کویت حمله کرد و آن را ضمیمه خاک خود ساخت. این اقدام باعث جنگ خلیج فارس شد که درپی آن حاکمیت کویت احیا شد. در ژوئیه ۱۹۹۲ موضوع تعیین مرزها به سازمان ملل ارجاع شد و سازمان ملل به‌طور دقیق مرز را ترسیم کرد و سپس آن را بر روی زمین نیز علامت‌گذاری کرد. این علامت‌گذاری خط ۱۹۳۲ را با برخی تغییرات کوچک دنبال می‌کند این مرز در ابتدا توسط کویت پذیرفته شد اما عراق نه. عراق سرانجام در نوامبر ۱۹۹۴ مرز را پذیرفت. هیئت دیدبان عراق-کویت سازمان ملل متحد در جریان دوره ۱۹۹۱–۲۰۰۳ این مرز را زیر نظر داشت. روابط بین دو کشور از زمان سقوط صدام حسین در سال ۲۰۰۳ بهبود یافته‌است.

### حصار مرزی
حصار مرزی عراق-کویت (عربی: حدود العراق-الکویت) یک حفاظ ۱۹۰ کیلومتری است که میان دو کشور ساخته شده‌است. دو سوی این حصار مرزی ۹٫۷ کیلومتر در داخل خاک عراق و ۴٫۸ کیلومتر در داخل خاک کویت قرار دارد و در سراسر طول مرز مشترک آنها، یعنی از عربستان سعودی تا خلیج فارس کشیده شده‌است. این حفاظ با مجوز شورای امنیت سازمان ملل متحد ساخته شد و هدف آن توقف تهاجم مجدد عراق به کویت اعلام شده است، اگرچه چنین حصاری در برابر لشکرکشی با تانک و هواپیما تأثیری ندارد.
این مانع مرزی، ساخته شده از حصارهای برق‌دار و سیم خاردار، خندقی به پهنای ۴٫۶ متر و عمق ۴٫۶ متر را در امتداد خود دارد. صدها سرباز، چندین قایق گشتی و بالگرد از آن محافظت می‌کنند. ساخت سد در سال ۱۹۹۱ آغاز شد.
در ژانویه ۲۰۰۴، کویت تصمیم گرفت یک مانع آهنی ۲۱۷ کیلومتری جدید در امتداد مرز خود با عراق نصب کند. هزینه این دیوار ۲۸ میلیون دلار برآورد می‌شود. جاده‌های آسفالته نیز برای تسهیل تردد مرزبانان ساخته شده‌است.

## آبادی‌های نزدیک مرز

### عراق
- سفوان
- ام قصر

### کویت
- العبدلی